# Basile Octave Tanghe
Basile Octave Tanghe OFMCap (* 20. März 1879 in Brügge, Belgien; † 13. Dezember 1947) war ein belgischer Ordensgeistlicher und römisch-katholischer Apostolischer Vikar von Ubanghi Belga.

## Leben
Basile Octave Tanghe trat der Ordensgemeinschaft der Kapuziner bei und empfing am 21. September 1901 das Sakrament der Priesterweihe. Am 16. Oktober 1931 bestellte ihn Papst Pius XI. zum Apostolischen Präfekten von Ubanghi Belga.
Am 28. Januar 1935 wurde Basile Octave Tanghe infolge der Erhebung der Apostolischen Präfektur Ubanghi Belga zum Apostolischen Vikariat erster Apostolischer Vikar von Ubanghi Belga und Pius XI. ernannte ihn zum Titularbischof von Tigava. Der Bischof von Brügge, Henricus Lamiroy, spendete ihm am 6. Juni desselben Jahres die Bischofsweihe; Mitkonsekratoren waren der Weihbischof in Gent, Eugène Victor Marie Van Rechem, und der Weihbischof in Mecheln, Étienne Carton de Wiart. 